# Luché-Thouarsais
Luché-Thouarsais é uma comuna francesa na região administrativa da Nova Aquitânia, no departamento de Deux-Sèvres. Estende-se por uma área de 13,46 km². Em 2010 a comuna tinha 518 habitantes (densidade: 38,5 hab./km²).